# District de Tam Đường (Lai Châu)
Tam Đường est un district rural de la province de Lai Châu dans la région du Nord-ouest du Viêt Nam. 

## Géographie
La superficie du district est de 758 km2. 
Le chef-lieu du district est Tam Đường.